# Richard Glazar
Richard Glazar (* 29. November 1920 in Prag als Richard Goldschmid; † 20. Dezember 1997 ebenda) war ein tschechischer Überlebender des Vernichtungslagers Treblinka.

## Leben
Richard Goldschmids Vater war bis zum Ende des Ersten Weltkriegs Offizier der k.u.k. Armee gewesen, er wurde 1940 deportiert und starb. Richard wuchs in Prag auf, seine Eltern ließen sich 1932 scheiden, seine Mutter Olga heiratete 1936 einen Kaufmann, sie überlebte Theresienstadt, Auschwitz und Bergen-Belsen. Goldschmid erhielt 1939 die Matura, er nahm das Studium der Ökonomie an der Karls-Universität Prag auf, die aber im November 1939 mit der Sonderaktion Prag für die tschechischen Studenten geschlossen wurde.  
Bis Mitte 1942 gelang es Glazar, sich in einem Dorf bei Bauern zu verstecken. Im September 1942 verschleppten ihn die Deutschen ins KZ Theresienstadt und im Oktober wurde er als „Arbeitsjude“ ins Vernichtungslager Treblinka deportiert. Beim Aufstand von Treblinka am 2. August 1943 gelang es einigen dieser Funktionshäftlinge zu flüchten. Während die meisten Flüchtlinge aber in der Nähe des Lagers aufgegriffen und getötet wurden, glückte Glazar die Flucht. Mit seinem Mithäftling Karel Unger schlug er sich als angeblich versprengter tschechischer Fremdarbeiter durch Polen nach Deutschland durch. In der Heinrich Lanz AG in Mannheim überlebte er mit falschen Papieren als Rüstungsarbeiter die Zeit bis zur deutschen Kapitulation.
Nach dem Krieg studierte er in Prag und London mit dem Abschluss als Wirtschaftsingenieur und änderte 1947 seinen Namen in Glazar. 1949 heiratete er Zdenka Vitková, sie hatten zwei Kinder. Allerdings wurde er im Zuge des Slánský-Prozesses erneut als Jude verfolgt und musste 1952/53 im Hüttenwerk in Kladno (erneut) als Metallarbeiter arbeiten. Danach war er bis 1968 als Bibliothekar für die Tschechische Akademie der Wissenschaften tätig. 
Nach dem Scheitern des Prager Frühlings flüchtete die Familie 1969 nach Bern in die Schweiz, wo sie mit großen Sprachschwierigkeiten zu kämpfen hatten und Glazar zeitweise arbeitslos war, er fand schließlich eine Stelle beim Wirtschaftsforschungsunternehmen Prognos AG in Basel. 
1963 und 1971 sagte er in den Düsseldorfer Prozessen als einer von 54 Überlebenden des Aufstandes in Treblinka gegen die angeklagten Täter aus. Glazar bestach in seinen Aussagen durch sein phänomenales Gedächtnis, äußerste Klarheit und ein ungewöhnliches Differenzierungsvermögen, das ihm höchste Anerkennung als Zeuge durch die Richter eintrug. Viele seiner Aussagen fanden Eingang in die Urteilstexte. In einem langen Gespräch mit Claude Lanzmann für dessen Dokumentarfilm Shoah (1974–1985) berichtete Glazar sehr detailliert über seine Erlebnisse im Vernichtungslager Treblinka. In seinen letzten Lebensjahren hielt er zahlreiche Vorträge an Hochschulen und Kultureinrichtungen über sein Schicksal als Überlebender von Treblinka. Ebenso veranstaltete er mit Schulklassen Lesungen und Diskussionsrunden, um sein Erlebtes zu vermitteln. Seine Frau und er richteten sich in Prag in einem jüdischen Seniorenheim einen Zweitwohnsitz ein. Er gründete die Organisation Golem, die in Tschechien eine Erinnerungskultur schaffen will, und er erhielt 1997 den Tomáš-Garrigue-Masaryk-Orden. 
Sein unmittelbar nach Kriegsende verfasster Erlebnisbericht Die Falle mit dem grünen Zaun ist nicht nur ein bewegendes  Buch, sondern auch für Historiker eine wichtige Quelle zu einem Vernichtungslager.
Glazar war durch die Erlebnisse im Vernichtungslager psychisch traumatisiert und nach dem Krebstod seiner ihn die ganzen Jahre stützenden Frau nahm er sich durch einen Sturz aus dem Fenster des Prager Seniorenheims das Leben.

## Werke (Auswahl)
- Die Falle mit dem grünen Zaun. Überleben in Treblinka, Fischer Taschenbuch Verlag, Frankfurt am Main 1992, mit einem Vorwort von Wolfgang Benz; Neuausgabe: Unrast-Verlag 2008, ISBN 978-3-89771-819-7.